# Tournoi des Cinq Nations 1987
Navigation
Tournoi 1986 Tournoi 1988
Le Tournoi des Cinq Nations 1987, se déroulant du 7 février au 4 avril 1987, est remporté par l'équipe de France, qui réalise son quatrième Grand chelem.

## Classement
LÉGENDE :

J matches joués, V victoires, N matches nuls, D défaites
PP points pour, PC points contre, Δ différence de points PP-PC
Pts points de classement (2 points pour une victoire, 1 point en cas de match nul, rien pour une défaite)
T Tenants conjoints du titre 1986.
| Rang | Nation         | J | V | N | D | PP | PC | Δ   | Pts |
| ---- | -------------- | - | - | - | - | -- | -- | --- | --- |
| 1    | France (T)     | 4 | 4 | 0 | 0 | 82 | 59 | +23 | 8   |
| 2    | Irlande        | 4 | 2 | 0 | 2 | 57 | 46 | +11 | 4   |
| 2    | Écosse (T)     | 4 | 2 | 0 | 2 | 71 | 76 | -5  | 4   |
| 4    | Pays de Galles | 4 | 1 | 0 | 3 | 54 | 64 | -10 | 2   |
| 4    | Angleterre     | 4 | 1 | 0 | 3 | 48 | 67 | -19 | 2   |

## Résultats
- Première journée (7 février 1987)

| Parc des Princes, Paris | France  | 16 - 9 | Pays de Galles |
| Lansdowne Road, Dublin  | Irlande | 17 - 0 | Angleterre     |

- Deuxième journée (21 février 1987)

| Twickenham, Londres    | Angleterre | 15 - 19 | France  |
| Murrayfield, Édimbourg | Écosse     | 16 - 12 | Irlande |

- Troisième journée (7 mars 1987)

| Parc des Princes, Paris | France         | 28 - 22 | Écosse     |
| Arms Park, Cardiff      | Pays de Galles | 19 - 12 | Angleterre |

- Quatrième journée (21 mars 1987)

| Lansdowne Road, Dublin | Irlande | 13 - 19 | France         |
| Murrayfield, Édimbourg | Écosse  | 21 - 15 | Pays de Galles |

- Cinquième journée (4 avril 1987)

| Arms Park, Cardiff  | Pays de Galles | 11 - 15 | Irlande |
| Twickenham, Londres | Angleterre     | 21 - 12 | Écosse  |

## Composition de l'équipe victorieuse
Voir article :
- Grand chelem 1987 du XV de France.